# Jamie Harris (actor)
Tudor St John Harris (Londres, 15 de mayo de 1963) más conocido como Jamie Harris, es un actor británico. Es hijo del actor Richard Harris y de Elizabeth Rees-Williams.  Sus dos hermanos son el actor Jared Harris y el director Damian Harris.

## Biografía y trayectoria
Nacido como Tudor St. John Harris, pero conocido como "Jamie" desde su niñez, Harris comenzó su carrera de actuación en la película irlandesa de 1993 En el nombre del padre. Luego realizó varias apariciones en teatro y en el cine.
Actuó como Patrick Lane en la película Mr Nice, en 2010. Su papel destacado más reciente fue el de Rodney en Rise of the Planet of the Apes, en 2011.
Harris actualmente vive en Los Ángeles, California.

## Filmografía parcial
- En el nombre del padre (1993) como Jim.
- The Lost Son (1999) como Hopper.
- Dinner Rush (2000) como Sean.
- Fast Food Fast Women (2000) como Bruno.
- The Big Heist (2001) como Frankie Burke
- The Next Big Thing (2002) como Deech Scumble.
- Lemony Snicket's A Series of Unfortunate Events (2004) como El hombre con ganchos en vez de manos.
- Knife Edge (2009) como Derek.
- Crank: High Voltage (2009)
- No Ordinary Family - TV (2010) como Reed Koblenz.
- Mr. Nice (2010) como Patrick Lane.
- Night of the Demons (2009) como Nigel.
- Rise of the Planet of the Apes (2011) como Rodney.
- Agents of S.H.I.E.L.D. (segunda temporada, 2014-2015)
- Carnival Row (Primera temporada 2019 y segunda temporada 2023) como Sargento Dombey